# Сухозанет, Иван Онуфриевич
Иван Онуфриевич Сухозане́т, в документах также Сухозанет 1-й (1788—1861) — русский военный инженер, генерал от артиллерии (1834), директор Пажеского корпуса (1833—1836) и Императорской академии Генерального штаба (1832—1854). При Николае I заведовал системой военного образования.
Брат военного министра Николая Онуфриевича Сухозанета.
Владелец дома на Невском проспекте.

## Биография
Родился 4 (15) июля 1788 года в деревне Весея Случерецкого повета Новогрудского воеводства Речи Посполитой.
Происходил из белорусского шляхетского рода Сухозанетов Витебской губернии, не утверждённого первоначально в российском дворянстве, хотя и ходатайствовавшего о нём по Минской губернии. В итоге в дворянстве Иван Сухозанет был утверждён по совокупности заслуг.
Его отец в царствование Екатерины II переселился из Польши и поступил на русскую службу. В 1800 году был принят на казённый кошт в Артиллерийский и Инженерный шляхетский кадетский корпус (впоследствии 2-й); 10 августа 1803 года окончил обучение в нём и в чине подпоручика начал службу в Инженерном корпусе, а спустя год перешёл в 1-й артиллерийский полк.
В боевых действиях впервые принял участие в 1807 году под Пултуском, где сражался в составе арьергарда против французских войск. Затем, состоя в авангарде, участвовал в битвах при Прейсиш-Эйлау (во время этой битвы получил контузию картечью в левый бок ниже лопатки), Вольфсдорфом, Шарником, Гуттштадтом, Гейльсбергом, Фридландом, Тильзитом и так далее. Во время битвы под Фридландом получил тяжёлые ранения во время прорыва неприятельской кавалерии на русскую батарею, был смят ею и едва живым вынесен солдатами с поля боя. За проявленную во всех этих сражениях храбрость был награждён двумя орденами и золотым знаком с надписью «За труды и храбрость», получил чин поручика, вместе с переводом в гвардейскую артиллерию назначен адъютантом в лейб-гвардии Артиллерийский батальон к инспектору конной артиллерии генерал-майору Яшвилю. В 1811 году был повышен до капитана и в конце того же года — до подполковника.
На момент начала в 1812 году Отечественной войны командовал конно-артиллерийской 1-й батареей, входившей в состав отдельного корпуса генерала Витгенштейна; под началом последнего участвовал в сражениях под Вилькомиром, Волынцами, Якубовым, а также под Клястицами. Отличился в первой битве под Полоцком, сохранив решительной атакой русскую резервную артиллерию, за что был награждён орденом Св. Георгия 4-й степени 4 сентября 1812 года:
В воздаяние ревностной службы и отличия, оказанного в сражении против французских войск при Полоцке августа 5 и 6, где находясь с конной № 1 ротою на правом фланге, во время внезапной неприятельской атаки двинув свою батарею вперед, занял Диссенскую дорогу и тем стеснив неприятельскую позицию и уничтожив намерение его турнировать Гамельскую дорогу, много способствовал к одержанию над неприятелем победы.
После боя под Чашниками получил чин полковника; в этом чине командовал артиллерийской бригадой во время преследования армии Наполеона; участвовал в сражении на Березине. За сражение под Бауценом 26 мая 1813 года получил чин генерал-майора и назначение на должность адъютанта начальника артиллерии всех действующих войск князя Яшвиля. Впоследствии сражался под Дрезденом, Кульмом, в «Битве народов» под Лейпцигом. В последнем сражении в критический момент успел развернуть всю русскую артиллерию (100 орудий), огонь которой отразил атаку французской конницы. После вступления союзных войск на территорию Франции получил в командование резервную артиллерию главной армии, участвовал в сражениях при Бриенн-ле-Шато и Фер-Шампенуазом, а также во взятии Парижа. После этой битвы и заключения мира был назначен начальником артиллерии ІV корпуса. Во вторичном походе за Рейн состоял начальником штаба всей артиллерии 1-й армии.
31 декабря 1819 года получил назначение начальником артиллерии гвардейского корпуса и на данном посту с успехом занялся улучшением его состояния и поднятием дисциплины. 14 декабря 1825 года гвардейская артиллерия под его командованием осталась верна монархии и своим огнём рассеяла каре декабристов. В знак признательности за его решающую роль в подавлении восстания император уже на следующий день произвёл его генерал-адъютантом и впоследствии относился к нему очень милостиво, неоднократно жалуя его и защищая от нападок его противников; 22 августа 1826 года произведён в генерал-лейтенанты. В первый период Русско-турецкой войны 1828—1829 годов был сначала начальником штаба осадных войск. Участвовал в осаде Браилова, получив за проявленное отличие 1 июля 1828 года орден Св. Георгия 3-го класса № 406
В воздаяние отличной храбрости и постояннаго усердия, оказаннаго во все время осады крепости Браилова и в сражении 3 июня 1828 года.
 Затем находился под Шумлой в должности начальника штаба гвардейского корпуса, командуя вместе с тем и отдельным отрядом, во главе которого разбил турецкие войска при Гаджи-Гассан-Ляр; в 1829 году командовал 16-й пехотной дивизией, перешёл с ней Балканы, по ущельям преследуя неприятеля, а затем с 8 баталистами направился в Демотику для усмирения мятежа. Во время подавления Польского восстания 1830—1831 годов занимал должность начальника артиллерии всей боевой армии, но пробыл в ней недолго: почти в самом начале похода, в Гроховском сражении, недалеко от пригорода Варшавы Праги, ему оторвало ядром ногу выше колена, вследствие чего он был вынужден покинуть театр военных действий и на некоторое время отправиться для лечения за границу (в Пруссию). За Гроховское сражение получил орден Св. Владимира 1-й степени. На этом период его боевой службы был окончен.
По возвращении из-за границы в жизни Сухозанета начался период административно-учебной деятельности; 14 декабря 1831 года он стал главноуправляющим Артиллерийским училищем, после чего карьера по военно-учебному ведомству быстро пошла вверх — уже два года спустя он встал во главе почти всех военных училищ: с 28 декабря 1831 года — председатель Артиллерийского комитета, с 11 января 1832 года — директор Императорской военной академии и член военно-учебного комитета; с 5 февраля того же года — главноуправляющий Главным инженерным училищем; с 24 (или 27) июня 1833 года — член Военного совета Военного министерства; о 4 сентября того же года — главный директор Пажеского и всех сухопутных корпусов и Дворянского полка; с конца того же сентября — член совета о военно-учебных заведениях. Некоторые из этих должностей впоследствии были с него сняты (например, Инженерным училищем и Пажеским корпусом он руководил до 30 мая 1836 года), но военной академией он управлял более 20 лет, вплоть до 1854 года, когда она была преобразована, оставаясь также до конца жизни её почётным членом; 22 апреля 1834 года был произведён в генералы от артиллерии.
Возглавив академию, Сухозанет получил над ней фактически абсолютную власть, установив в учебном процессе господство дисциплины в духе своего времени, которая главенствовала над всем остальным, подразумевавшая беспрекословное послушание вышестоящим. Им лично избирались все преподаватели и весь штат, устанавливались главные положения её внутреннего быта и даже программы изложения предметов почти до мельчайших деталей. Жизнь в академии напоминала военный лагерь, за малейшие собственные суждения или даже небольшие провинности (в том числе за опоздания на занятия) слушатели подвергались жестоким карательным мерам, вследствие чего имя Сухозанета даже в начале XX века оставалось нарицательным для обозначения выражения и символа начала «не сметь своё суждение иметь». Из-за тяжёлых условий жизни и строгих порядков желающих поступить в академию офицеров находилось немного, и число их убывало с каждым годом: так, в 1851 году из неё было выпущено лишь 12 человек, а абитуриентов всего 10 человек. В конце концов была назначена особая комиссия, признавшая объяснения, представленные Сухозанетом о некомплекте учащихся, недостаточными; в 1854 году он был уволен с поста её директора, однако по-прежнему остался членом Военного совета.
Скончался 8 (20) февраля 1861 года от нервного удара, был погребён в Санкт-Петербурге на Тихвинском кладбище Александро-Невской лавры. Длительное время его могила считалась утерянной, но была обнаружена и восстановлена по инициативе и содействии Михайловской военной артиллерийской академии. Имел все русские ордена до Андрея Первозванного включительно, а из иностранных — прусский «Pour le Mérite» и австрийский Марии Терезии. В «Русской Старине» за 1873 год были напечатаны (том VII) его воспоминания под заглавием «14 декабря 1825 года».
В декабре 2018 года мемориальная доска первому начальнику Императорской военной академии генералу от артиллерии Ивану Сухозанету установлена на здании Военной академии Генерального штаба Вооружённых Сил Российской Федерации.

## Награды
- Крест за Прейсиш-Эйлау (1807)[7]
- Орден Святой Анны 3 ст. (1807)
- Золотая шпага «За храбрость» (1807)
- Орден Святого Владимира 4 ст. с бантом (1807)
- Орден Святого Владимира 3 ст. (1812)
- Орден Святого Георгия 4 ст. (04.09.1812)
- Орден Святой Анны 2 ст. (1813)
- Орден Святой Анны 1 ст. (1814)
- Золотая шпага «За храбрость» с алмазами (1814)
- Алмазные знаки к ордену Святой Анны 1 ст. (1817)
- Табакерка с вензелем Имени Государя Императора, бриллиантами украшенная (1821)
- Орден Святого Владимира 2 ст. (07.07.1824)
- Табакерка с вензелем Имени Государя Императора, бриллиантами украшенная (1826)
- Орден Святого Георгия 3 ст. (01.07.1828)
- Орден Святого Александра Невского (06.12.1830)
- Орден Святого Владимира 1 ст. (20.03.1831)
- Знак отличия За воинское достоинство 2 ст. (1831)
- Перстень с портретом Государя Императора (1834)
- Алмазные знаки к Ордену Святого Александра Невского (1838)
- Орден Белого Орла (1852)
- Орден Святого Андрея Первозванного (06.12.1852)
- Знак отличия беспорочной службы за XL лет (1851)

Иностранные:
- Прусский орден Pour le Mérite (1813)
- Прусский Орден Красного Орла 2 ст. (1813)
- Австрийский Военный орден Марии Терезии 3 ст. (1814)

Его имя выгравировано на юбилейной медали «В память пятидесятилетия Корпуса военных топографов. 1872»

## Семья
Был дважды женат:

Первая жена — Реина Ивановна Монвид-Белозор (1789—1823), их две дочери умерли молодыми:
- Мария (181. —18.10.1830)
- Наталья (181. —07.11.1830)

Вторая жена (с 9 ноября 1824) —  княжна Екатерина Александровна Белосельская-Белозерская (1804—01.05.1861), фрейлина двора (1823), дочь богатого князя А. М. Белосельского. В приданое получила Юрюзанский и Минский заводы, по поводу её брака А. Я. Булгаков писал:
Сухозанет большую делает партию. Княжна Белосельская будет соединять со своим богатством также и приданое покойной Чернышевой. Дай бог жить Эсперчику, но все мы смертны. Кто знает? Тогда все имение княгини Белосельской пойдет к Сухозанету. Невеста нехороша, да и он не красавец; а говорят, что она очень добра. Счастливая звезда! К этой звезде подоспела и Владимирская еще. Хорошее и плохое всегда приходят к людям в изобилии.
Е. А. Сухозанет занималась благотворительностью, состояла членом Общества посещения бедных в Санкт-Петербурге. За заслуги мужа
22 июля 1827 года была пожалована в кавалерственные дамы ордена Св. Екатерины (малого креста).
Ей принадлежала неподалёку от Петербурга дача «Жерновка». С 1853 года почти постоянно жила за границей. Умерла от рака груди в мае 1861 года в Париже, всего на несколько месяцев пережив мужа. Временно была похоронена на Монмартрском кладбище, после её прах перевезли в Петербург на Тихвинское кладбище Александро-Невской лавры. Дети:
- Анна Ивановна (02.04.1826—1895), крестница императрицы Александры Фёдоровны и великого князя Михаила Павловича[10], жена камергера Николая Александровича Безобразова (1816—1867). Как и мать, подолгу жила с дочерью в Ницце; умерла в 1895 году в Лозанне.
- Александр Иванович (23.10.1827—1880), крестник князя Эспера Белосельского-Белозерского[11], отставной поручик, женат на Екатерине Александровне Игнатьевой (второй муж — граф Николай Карлович Толь)[12].
- Екатерина Ивановна (10.08.1829— ?), крестница графа А. И. Чернышёва и княгини А. Г. Белосельской-Белозерской[13].

В бывшем особняке И. О. Сухозанета (Невский проспект, 70; кон. 1820-х — нач. 1830-х гг.; арх. Д. И. Квадри, интерьеры — Д. И. Висконти и С. Л. Шустов) с 1973 помещается петербургский Дом журналиста — творческий клуб журналистов.